# Fujishima Takeji
Fujishima Takeji (japonès: 藤島 武二, Kagoshima, 15 d'octubre de 1867 - Tòquio, 19 de març de 1943) fou un pintor japonès, conegut per les seves obres impressionistes i romanticistes amb el moviment d'art Yoga (o literalment estil Occidental) de la pintura japonesa de finals del segle xix i principis del xx. En els seus darrers anys de vida, va ser influït pel moviment Art Nouveau.

## Biografia
Fujishima va néixer a Kagoshima, Satsuma Àmbit en del sud Kyūshū, Japó, fill d'un ex-samurai retenidor del Clan Shimazu Dàimio. Després d'estudiar art a Escola Kagoshima va marxar de casa el 1884 per continuar els seus estudis a Tòquio, primer amb Kawabata Gyokusho, un artista de l'escola Shijō nihonga. Tanmateix, Fujishima va ser atret per les tècniques de la pintura a l'oli del nou estil occidental passant a la pintura d'estil yoga, el qual va aprendre amb Yamamoto Hosui i Soyama Yukihiro. La seva peça de graduació, “la crueltat” va ser exhibida al 3a Exposició Meiji de l'Associació de l'Art el 1891, on va ser vist pel crític d'art i novel·lista Ōgai Mori.
Fujishima va anar a Tsu, a la Mie Prefecture, el 1893, on fou l'ajudant d'un  mestre l'escola elemental Mie Prefectural, però aviat va retornar a Tòquio el 1896 sota el patrocini de Kuroda Seiki per esdevenir ajudant de professor al departament de Pintura Occidental de l'Escola d'Art de Tòquio. També es va  unir al cercle d'art Kuroda, el Hakubakai (Societat del Cavall Blanc).
Viatjant a França dins 1905, Fujishima va estudiar les tècniques de pintura històrica amb Fernand Cormon al École Nationale Supérieure des Beaux-Arts de París, i retrat amb Carolus-Duran a l'Acadèmia francesa de Roma, Itàlia Va retornar al Japó el 1910 com a professor a l'Escola d'Art de Tòquio i com a  membre de l'Acadèmia d'Art Imperial. El 1937, fou un dels primers destinataris de la nova Ordre de Cultura del govern japonès.
Fujishima va morir el 1943; la seva tomba és al Cementiri Aoyama de Tòquio.

## Obres
- Papallona (蝶, Chō), 1904, Col·lecció Privada. Bè cultural important del Japó.
- Vànol negre (黒扇, Kuro ogi), 1909, Museu Artizon[1]
- Reminiscència del Tempyo Era, 1902, Museu d'Art Ishibashi[2] Bè cultural important del Japó.
- Sortida del sol sobre el Mar Oriental, 1932